# Koriewo (wieś)
Koriewo (ros. Корево) – wieś (ros. деревня, trb. dieriewnia) w zachodniej Rosji, w osiedlu wiejskim Zaborjewskoje rejonu diemidowskiego w obwodzie smoleńskim.

## Geografia
Miejscowość położona jest w pobliżu jeziora Gorodiszcze, przy drodze regionalnej 66N-0510 (Koriewo – Prżewalskoje – Pogołka), 21,5 km od drogi regionalnej 66N-0508 (Zaborje – Anosinki), 17 km od drogi regionalnej 66N-0504 (66K-11 – Prżewalskoje), 22 km od centrum administracyjnego osiedla wiejskiego (Zaborje), 29 km od centrum administracyjnego rejonu (Diemidow), 65,5 km od stolicy obwodu (Smoleńsk), 63 km od granicy z Białorusią.
W granicach miejscowości znajdują się ulice: Jamskaja, Sadowaja, Tichije Prudy, Tienistaja.

## Demografia
W 2010 r. miejscowość zamieszkiwało 45 osób.